# 韋斯特波特 (愛爾蘭)
韋斯特波特（Westport）是愛爾蘭的一座城鎮，位於梅奧郡。
韋斯特波特座落於克魯灣的東南沿岸，往西大約10公里，就是著名的派翠克山（Croagh Patrick）。
約翰·布朗，第一代阿爾塔蒙特伯爵是韋斯特波特的建立者，他的兒子，彼得·布朗，第二代阿爾塔蒙特伯爵進一步擴建了這個小鎮。

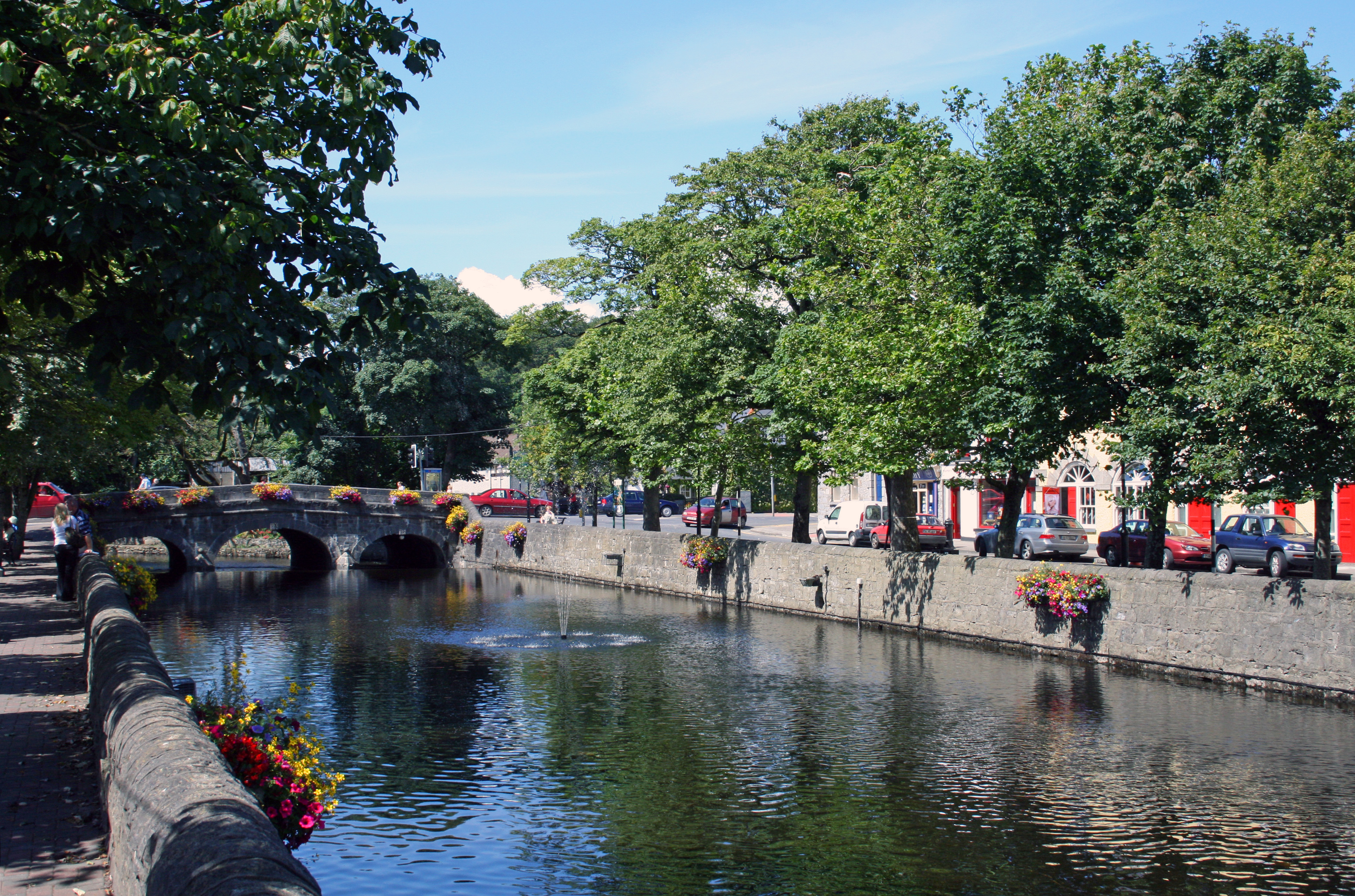
流經韋斯特波特的Carrowbeg河

2012年，韋斯特波特獲得愛爾蘭時報評選為愛爾蘭最適合居住的地方。